# 褚凤仪
褚凤仪（1898年—1975年），别名人宜，字汉来，浙江嘉兴人，中国经济学家，曾任复旦大学教授、上海财经学院教授、副院长、上海社会科学院经济研究所教授。